# Deutsche Jägerschaft
La Asociación Alemana de Cazadores (en alemán: Reichsbund Deutsche Jägerschaft) fue la sociedad de caza oficial en la Alemania nazi, 1934-1945. La membresía era obligatoria para todos los que poseían una licencia de caza.

## Origen
La Deutsche Jägerschaft se creó a través de la Reichsjagdgesetz (Ley Nacional de Caza) de 1934. Las sociedades de caza existentes se disolvieron y la membresía se transfirió a la nueva sociedad.

## Objetivo
Véase también: Bienestar animal en la Alemania nazi
- Educar a la comunidad de cazadores para practicar una cultura de caza ética.[2]
- Preservar la población de vida silvestre sin cambios en beneficio de las generaciones futuras.[2]
- Los judíos fueron excluidos de la membresía incluso si eran propietarios de terrenos de caza.[3]

## Organización

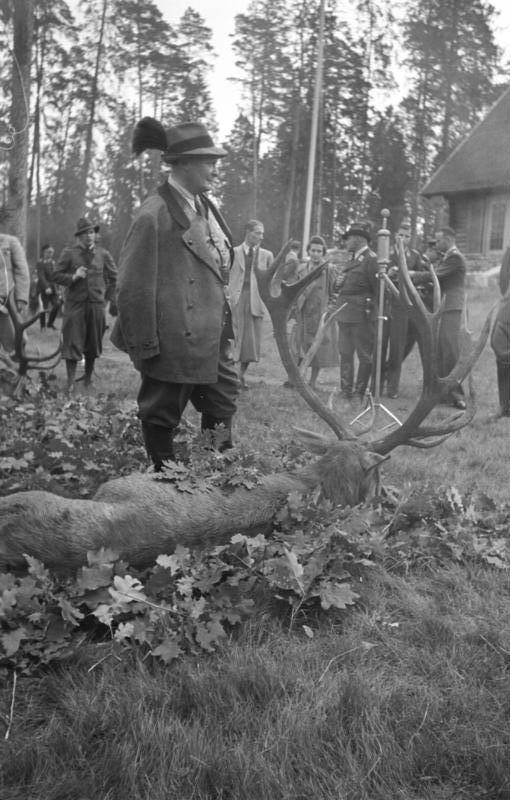
El Reichsjägermeister Hermann Göring con su presa, 1939.

La Deutsche Jägerschaft era una corporación de derecho público con membresía obligatoria para todos los que poseían una licencia de caza. Los asuntos de caza estaban subordinados a la jurisdicción de la Deutsche Jägerschaft a través de su sistema de tribunales honorarios. La Deutsche Jägerschaft fue dirigida por Hermann Göring, como Reichsjägermeister, y fue gobernado por el concepto del Führerprinzip. No existían funcionarios electos; todos los funcionarios fueron nombrados por sus superiores en la cadena de mando interna. El suplente de Goring y líder del trabajo diario fue Walter von Keudell hasta 1937. El líder administrativo fue el Oberstjägermeister Ulrich Scherping.

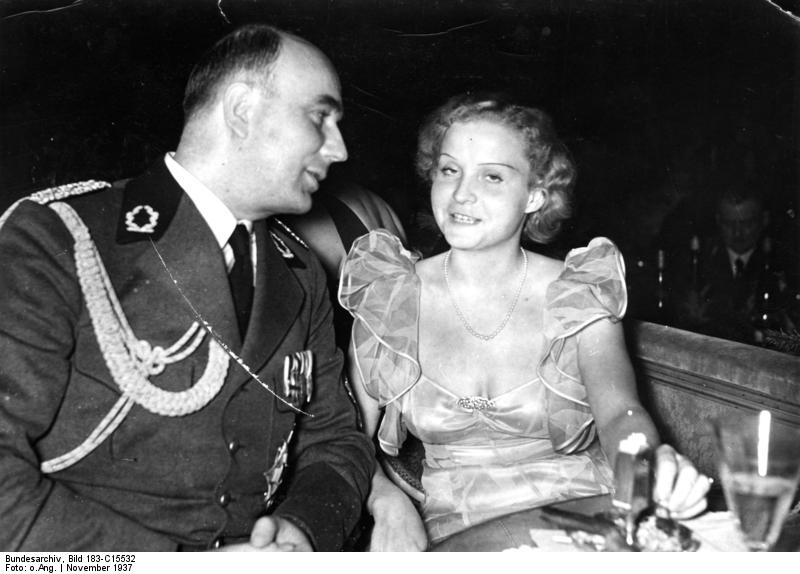
Arthur Greiser con el uniforme de Gaujägermeister.

La Deutsche Jägerschaft se organizó en varios Jagdgaus. Algunos Länder tenían un Landesjägermeister como líder de los Gaujägermeisters. Cada Jagdgau contenía varios Jagdkreise bajo el mando de un Kreisjägermeister. Cada Jagdkreis tenía un número de Hegeringen (áreas de gestión) bajo el mando de un Hegeringsleiter. En Turingia, por ejemplo, se formó un Jagdgau con 15 Jagdkreise que eran agencias estatales de vida silvestre. El Institute für Jagdkunde (Instituto de Ciencias de la Caza) y la Deutsche Versuchsanstalt für Handfeuerwaffen (Estación de Investigación Alemana de Armas Pequeñas) también formaban parte de la Deutsche Jägerschaft.

## Rangos y estructura
- Reichsjägermeister: Hermann Göring
- Oberstjägermeister: Ulrich Scherping
- Landesjägermeister: Prusia (Göring); Baden; Bavaria (Ritter von Epp); Hesse (Sprenger); Wurtemberg
- Stabsjägermeister: Austria
- Gaujägermeister
- Kreisjägermeiste
- Hegeringsleiter[5][6]

## Disolución
Las potencias aliadas disolvieron la Deutsche Jägerschaft en 1945 y sus activos y propiedades fueron confiscados.

## Banderas

Reichsjägermeister
Personal del Reichsjägermeister
Miembros del Reichsjagdrat

Landesjägermeister
Gaujägermeister
Kreisjägermeister
Miembro ordinario